# Мело, Николай
Никола́й Ме́ло (исп. Nicolás Melo; 1550, Бельмонте, Испания — 1614, около Астрахани) — монах-августинец, миссионер, оказавшийся в России в период Смутного времени. Был подвергнут заключению, и в конце концов казнён сожжением на костре.

## Биография
Служил при дворе короля Португалии Себастьяна, затем отправился в Америку, где в 1577 году в мексиканском городе Пуэбла принёс обеты в ордене августинцев. В 1582 году пересёк Тихий океан и начал миссионерскую деятельность на Филиппинах, где крестил под именем Николай молодого японца. Вместе с ним в 1596 году Мело отправился в Рим, однако по дороге изменил планы и оказался при дворе персидского шаха Аббаса I. Когда в 1599 году шах отправил посольство в Европу, предлагая союз европейским королям против Османской империи, Николай Мело со своим спутником присоединились к этому посольству, причём им было поручено доставить личные послания шаха Папе Клименту VIII и испанскому королю Филиппу III.
Посольство избрало путь по Волге, с целью обойти враждебную Османскую империю. В ходе путешествия у Мело возник конфликт с английскими советниками шаха, также участвовавшими в посольстве. В 1600 году посольство прибыло в Москву (японец Николай стал первым в истории японцем, посетившем Русь). Николай Мело и его спутник остановились в доме придворного врача Бориса Годунова — итальянца Паоло Цитадини. Отец Николай Мело крестил дочь хозяина дома по католическому обряду, хотя в России того времени совершение католических таинств категорически запрещалось. Враждовавшие с Мело англичане донесли властям, в результате Николай Мело и японец Николай были арестованы и сосланы в Соловецкий монастырь.
После прихода к власти Лжедмитрия I последовал указ об освобождении заключённых, но когда те, освободившись, прибыли в Москву, здесь уже царствовал Василий Шуйский, который вновь отправил католиков в ссылку, сначала в Ростов, а затем в Нижний Новгород. В 1611 году японец Николай был казнён в Нижнем Новгороде, согласно католическим источникам, за отказ перейти в православие.
Николаю Мело удалось выжить, в 1613 году он был освобождён атаманом Иваном Заруцким, получил свободу и уехал в Астрахань, где стал личным капелланом Марины Мнишек. 28 августа 1613 года освятил в Троицком монастыре Астрахани домовую католическую церковь. В 1614 году Мело был арестован стрельцами вместе с Мариной Мнишек, после чего был предан казни сожжением на костре на одном из островов Яика.